# Jonah Lomu Rugby
Jonah Lomu Rugby è un videogioco di rugby sviluppato da Rage Software e pubblicato da Codemasters. È stato originariamente pubblicato nel 1997 per la PlayStation, DOS e Sega Saturn. Il gioco è dedicato al noto giocatore degli All Blacks Jonah Lomu.

## Modalità di gioco
Nel gioco sono disponibili cinque modalità di gioco: Amichevole, Coppa del Mondo, Torneo, Coppe territoriali e Match classici. Le partite sono ambientate in diversi campi da gioco.
- Amichevole: è possibile giocare una partita amichevole utilizzando tutte le 30 nazionali presenti nel gioco.

- Coppa del Mondo: è possibile disputare la Coppa del Mondo di rugby. Le nazionali e i gironi della competizione sono gli stessi della Coppa del Mondo di rugby 1995.

- Torneo: è possibile giocare un torneo ad eliminazione diretta utilizzando tutte le 30 nazionali del gioco.

- Coppe territoriali: sono presenti cinque tornei territoriali con sistema round-robin – American Cup (Argentina, Canada, USA), Asian Cup (Giappone, Hong Kong, Thailandia), Pacific Cup (Figi, Samoa occidentali, Tonga), Cinque Nazioni (Inghilterra, Irlanda, Francia, Galles, Scozia), Tri Nations (Australia, Nuova Zelanda, Sudafrica) – e due tornei sbloccabili, Special Cup e Extra Cup.

- Match classici: è possibile giocare 8 partite realmente giocatesi nelle prime tre edizioni della Coppa del Mondo.

## Squadre
Nel gioco sono presenti 30 nazionali più sei squadre utilizzabili solo nell'Extra Cup e nella Special Cup.
- Argentina
- Australia
- Canada
- Costa d'Avorio
- Figi
- Francia
- Galles
- Germania
- Giappone
- Hong Kong
- Inghilterra
- Irlanda
- Italia
- Malaysia
- Namibia
- Nuova Zelanda
- Paesi Bassi
- Portogallo
- Romania
- Samoa Occidentali
- Scozia
- Singapore
- Spagna
- Sudafrica
- Tonga
- Sri Lanka
- Stati Uniti
- Taiwan
- Thailandia
- Zimbabwe

Special Cup
- World 15
- Barbarians
- British Lions

Extra Cup
- Rage All-Stars
- Codemasters
- Team Lomu

## Errori
Alcune bandiere delle nazionali presentano una colorazione errata come quella della Francia e del Sudafrica. La bandiera della nazionale irlandese è quella della Repubblica d'Irlanda anziché quella con lo Shamrock.

## Telecronaca
La telecronaca del videogioco è di Bill McLaren e Bill Beaumont.

## Accoglienza
Nel 2015, The Telegraph ha definito il gioco "il più grande gioco sportivo per computer mai visto" mentre Irish Independent lo descive come "il miglior gioco di rugby mai prodotto".
Una copia della versione per PlayStation del gioco è conservato al Te Papa (museo nazionale della Nuova Zelanda).